# Borneodelfin
Der Borneodelfin oder auch Fraser-Delfin (Lagenodelphis hosei) ist der einzige Vertreter der Gattung Lagenodelphis innerhalb der Delfine (Delphinidae). Die erst seit 1956 wissenschaftlich bekannte Art lebt überwiegend in tropischen Regionen und wird vor allem aus dem südlichen Indischen Ozean sowie dem westlichen und mittleren Pazifik und der Karibik regelmäßig beschrieben. Die Tiere erreichen eine maximale Körperlänge von etwa 2,70 Metern und ein Gewicht von bis zu 210 Kilogramm. Charakteristisch sind die im Vergleich zu anderen Delfinen sehr kurze Schnauze sowie die relativ kurze Rückenflosse, die breiten Brustflossen und die schwarz gefärbte Rückenpartie. Ein auffälliges äußerliches Merkmal ist der helle Streifen, der von der Stirn bis zur Schwanzwurzel verläuft und durch einen darunterliegenden schwarzen Streifen sowie weitere charakteristische Färbungen ergänzt wird. Die Bauchseite zeigt einen leichten Rosaschimmer. Die Kiefer sind mit 34 bis 44 Zähnen pro Kieferhälfte besetzt.
Über die Lebensweise dieser Delfinart ist bislang nur vergleichsweise wenig bekannt, da Beobachtungen vor allem auf Strandungen und vereinzelte Sichtungen zurückgehen. Borneodelfine leben vorrangig in größeren Schulen von meist über 100 Individuen und kommen oft gemeinsam mit anderen Kleinwalen vor. Ihre Nahrung besteht überwiegend aus Fischen, Tintenfischen und Krebstieren, die sie häufig nachts in Meerestiefen von 250 bis 500 Metern jagen. Zu den möglichen natürlichen Feinden zählen Haie und Schwertwale, wobei konkrete Nachweise bislang fehlen. Die Geschlechtsreife wird schätzungsweise im Alter von etwa sieben Jahren und bei einer Länge von 2,30 Metern erreicht, Jungtiere kommen mit rund 100 Zentimetern Länge zur Welt. Die Tiere sind international geschützt und werden nur selten gezielt bejagt. Die genaue Populationsgröße ist unbekannt, insgesamt gilt die Art jedoch als eher selten.

## Merkmale

### Allgemeine Merkmale

Größenvergleich mit einem Taucher

Der Borneodelfin erreicht nach Messungen an einigen Dutzend Exemplaren dieser Art eine Gesamtlänge von maximal 2,70 Metern und ein maximales Gewicht von etwa 210 Kilogramm. Die Weibchen bleiben wahrscheinlich etwas kleiner mit einer Körperlänge von etwa 2,60 Metern. Ein auffälliger Geschlechtsdimorphismus in Bezug auf Gesamtlänge und Masse ist nicht nachgewiesen. Die Populationen des Atlantischen Ozeans sind in der Regel etwas größer und besitzen eine weniger ausgeprägte Streifung als die Tiere des Pazifischen und Indischen Ozeans.
Der Körper der Tiere ist im Vergleich zu anderen Delfinen gedrungen und kräftig gebaut. Die Schnauze ist mit einer Länge von 3 bis 6 Zentimetern auffällig kurz, jedoch deutlich am Kopf abgesetzt. Auch die vor allem bei den Männchen auffällig dreieckig geformte und leicht gefaltete Rückenfinne ist kurz, sie erreicht eine Maximalhöhe von etwa 22 Zentimetern und entspricht in ihrer Länge weniger als 9 % der Gesamtlänge. Die ebenfalls kleinen und vergleichsweise dünnen Brustflossen (Flipper) laufen in ein spitzes Ende aus. Die ausgewachsenen Männchen scheinen in der Regel größere und aufrechtere Rückenflossen zu haben als andere Alters- und Geschlechtsklassen, zudem können sie deutliche Auswölbungen hinter der Analregion aufweisen.
Der Rücken dieser Delfine ist dunkelgrau, braunschwarz oder schwarz, die Bauchseite mit der Kehle und dem unteren Kieferbereich ist weiß bis cremefarben mit einem leichten rosa Schimmer. Die Schnauzenspitze und die Lippen sind dunkel und ein ebenso dunkler Steifen zieht von der Schnauze zur Basis der Melone. Von hier bis zur Schwanzwurzel zieht sich ein heller Streifen über den Körper, der nach hinten hin breiter wird und zugleich an Deutlichkeit verliert. Darunter liegt ein breiter dunkelgrauer bis schwarzer Streifen, der auf dem oberen Bereich der Schnauze beginnt und sich dann in zwei Äste teilt. Einer dieser Äste färbt die Unterlippe und zieht hinunter zur Brustflosse, wo er in die schwarze Färbung derselben übergeht und sich durch dünne, blasse, cremefarbene Ränder von der helleren Körperfarbe abhebt. Der andere Ast führt über das Auge, wobei er eine Gesichtsmaske bilden kann, an der Seite entlang und endet im Bereich des Anus. Diese Seitenstreifen und die Gesichtszeichnung sind bei den blasseren Jungtieren noch undeutlich und werden im Laufe der Entwicklung deutlicher erkennbar, vor allem bei den ausgewachsenen Männchen sind sie kräftig ausgebildet. Die Brustflossen, die Rückenflosse und die Fluke sind dunkelgrau, obwohl bei einigen Individuen ein heller Fleck in der Mitte der Rückenflosse vorhanden sein kann.

### Merkmale des Schädels und des Skeletts
Der Schädel des Borneodelfins entspricht im Wesentlich dem des Gemeinen Delfins (Delphinus delphis) und anderer verwandter Arten, hat jedoch eine deutlich breitere Schnauze als diese. Die Gesamtlänge (Condylobasallänge) vermessener Schädel ausgewachsener Tiere beträgt etwa 400 bis 456 Millimeter. Die Breite der knöchernen Schnauze entspricht dabei etwa 27 bis 31 % der Condylobasallänge und ihre Länge entspricht 53 bis 56 % derselben. Sie ist abgeflacht und die sich mittig (fast) berührenden Zwischenkieferknochen liegen gegenüber den Oberkieferknochen nur leicht erhöht.
Die Kiefer des Delfins besitzen sowohl im Ober- wie im Unterkiefer in jeder Kieferhälfte zwischen 34 und 44 gleichförmige, schlanke und scharfe spitze Zähne. Sie ähneln denen des Gemeinen Delfins und den Fleckendelfinen (Stenella). Die Gehörknöchelchen weisen dagegen eine gewisse Verwandtschaft mit denen der Fleckendelfine auf, ähneln aber am meisten denen der Kurzschnauzendelfine (Lagenorhynchus).
Die Wirbelsäule besteht aus sieben Hals-, 15 bis 16 Brust-, 20 bis 24 Lenden- und 34 bis 39 Schwanzwirbeln, dabei liegt die Gesamtzahl der Wirbel bei 78 bis 81. Der Atlas und der Axis sind verwachsen. Der Brustkorb besteht aus 15 Rippenpaaren, von denen vier bis fünf jeweils zwei Ursprünge haben (bicipital). Das Brustbein besteht aus drei Teilen.
Die Anzahl der Fingerknochen der Flipper beträgt in der Regel zwei Knochen am ersten, neun Knochen am zweiten, sechs bis sieben Knochen am dritten, drei Knochen am vierten und zwei Knochen am fünften Finger. Wie bei allen Walen sind die Finger über das umgebende Gewebe zu einer Flosse (Flipper) verbunden.

## Verbreitung und Lebensräume

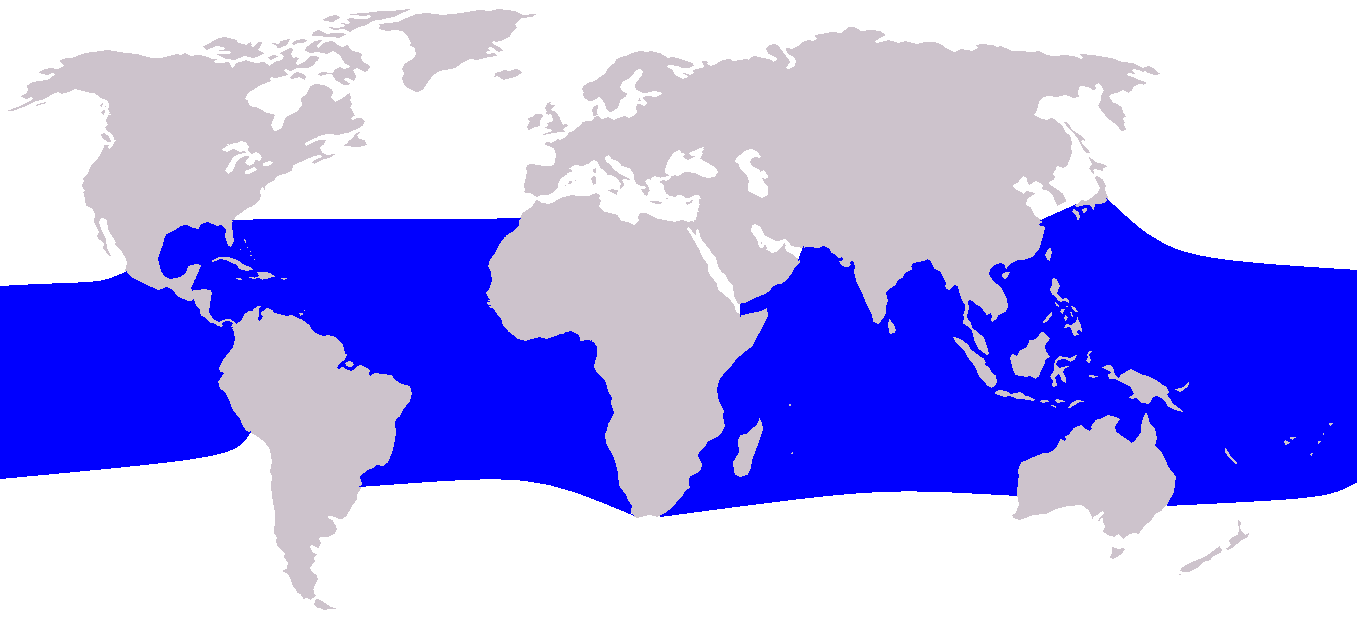
Verbreitungskarte des Borneodelfin

Über die tatsächliche Verbreitung der Borneodelfine ist nur sehr wenig bekannt. Sie leben vor allem im Bereich der offenen Hochsee in den südlichen Bereichen des Indischen Ozeans sowie im Südpazifik, kommen jedoch auch im Atlantik vor. Vor allem aus dem östlichen tropischen Pazifik gibt es viele Berichte über Sichtungen von Borneodelfinen, was allerdings hauptsächlich auf die intensive Forschung im Zusammenhang mit dem Thunfischfang in diesem Gebiet zurückzuführen ist. Im Bereich des malaiischen Archipels, der Camotes-See und in der Straße von Cebu an den Philippinen wird er häufig beobachtet und ist aus dem östlichen und zentralen tropischen Pazifik und um die zentralen Visayas gut dokumentiert. Daneben wird er auch im tiefseenahen Küstengebiet der karibischen Inseln und im Golf von Mexiko regelmäßig beobachtet.
Die häufigsten Beobachtungen stammen aus tropischen und subtropischen Gebieten im Bereich zwischen 30 Grad nördlicher und 30 Grand südlicher Breite. Sichtungen und Strandungen in gemäßigten Regionen werden als Abweichungen betrachtet und stehen in der Regel im Zusammenhang mit anomal warmen Wassertemperaturen, etwa aufgrund des El Niño.
Der Borneodelfin lebt zudem hauptsächlich in Meeresregionen mit über 1000 Metern Tiefe, kann allerdings auch im Bereich des Küstenschelfs mit Tiefen von weniger als 100 Metern nahe von Tiefseebereichen angetroffen werden. Strandungen zeugen davon, dass sich die Delfine bei ihrer Beutejagd auch bis in die Küstenregionen vorwagen. Bei Untersuchungen in der Karibik wurden Borneodelfine vor allem in einem Tiefenbereich zwischen 500 und 1750 Meter identifiziert mit einem Vorhersagemaximum in einer Entfernung von 5 bis 15 Kilometer von der nächstgelegenen Schlucht. In äquatornahen Regionen ist das Vorkommen häufig assoziiert mit warmen aufsteigenden Strömungen und entsprechend warmem Oberflächenwasser und auch das warme Wasser des südafrikanischen Agulhasstroms beeinflusst das Vorkommen der Tiere.

## Lebensweise

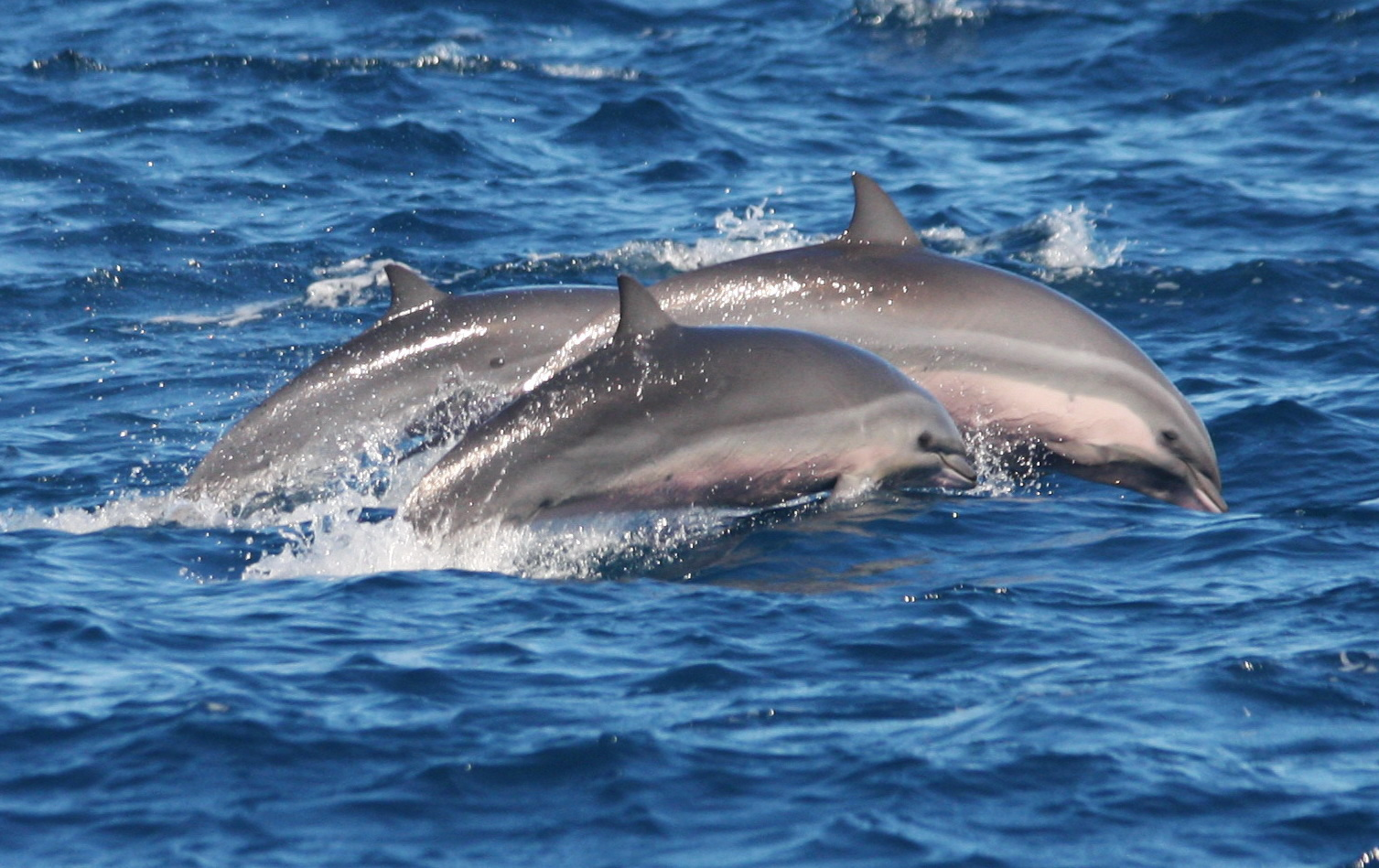
Gruppe von Borneodelfinen

Die Borneodelfine sind gesellig und leben meist in Schulen von mehr als 100 Individuen. Die meisten Sichtungen waren Gruppen von 100 bis 1000 Tieren und im östlichen Pazifik wurden gemischte Schulen von schätzungsweise bis zu 2500 Individuen beobachtet; teilweise gibt es jedoch auch kleine Schulen von wenigen Exemplaren. Dabei trifft man die Tiere nicht selten gemeinsam mit anderen Kleinwalen an, vor allem mit Breitschnabeldelfinen (Peponocephala electra), Rundkopfdelfinen (Grampus griseus) und anderen Delfinen wie Fleckendelfinen. Beobachtet wurden sie zudem mit Kurzflossen-Grindwalen (Globicephala macrorhynchus), Kleinen Schwertwalen (Pseudorca crassidens) und auch Pottwalen (Physeter macrocephalus). Bei Untersuchungen in der Karibik im Bereich der Kleinen Antillen befanden sich die dort vergleichsweise häufig vorkommenden Borneodelfine bei 53 von 64 und damit in 83 % aller Sichtungen in Gesellschaft mit anderen Walarten. Besonders häufig kamen sie in Gesellschaft mit Schlankdelfinen (Stenella attenuata) vor, deutlich seltener mit Kurzflossen-Grindwalen, Pottwalen und anderen Arten. Diese Arten kommen ebenfalls häufig in den von warmen aufsteigenden Strömungen beeinflussten und damit häufig nahrungsreichen Meeresgebieten vor.
Die Schulen bewegen sich schnell, die einzelnen Tiere schwimmen dabei in niedrigen, weiten und spritzenden Sprüngen. Im östlichen tropischen Pazifik fliehen sie in der Regel vor sich nähernden Schiffen, wie dies auch die meisten anderen Delfine tun, die regelmäßig von Thunfischfängern bedrängt wurden, und auch auf den Philippinen weichen sie häufig Schiffen aus. Lautäußerungen dieser Art wurden bei den Philippinen, im östlichen tropischen Pazifik, im Golf von Mexiko und im Karibischen Meer aufgezeichnet, dabei wurden Klicks zur Echolokation und Pfeiftöne, die denen von der Fleckendelfine ähneln, beschrieben.

### Ernährung
Die Nahrung der Tiere besteht aus verschiedenen Fischen, Tintenfischen und Krebstieren aus mittleren Meerestiefen. Dabei handelt es sich meist um Beutetiere, die aus der Tiefsee in die oberflächennäheren Gewässerschichten kommen und bei Tauchgängen bis in Tiefen von 600 Metern gejagt werden. Es gibt zudem auch Beobachtungen für die Nahrungsaufnahme nahe der Oberfläche, diese sind jedoch seltener.
Im Bereich der Philippinen stellen vor allem Laternenfische (Myctophidae) und die aus der Tiefsee kommenden Viperfische (Chauliodus) einen dominanten Anteil der Nahrung dar, regional können jedoch auch andere Fischgruppen oder einzelne Arten wie etwa um Taiwan die zu den Tiefsee-Beilfischen (Sternoptychidae) gehörende Art Polyipnus stereope dominieren und mehr als 50 % der Nahrung ausmachen. Fische, die nach Magenanalysen untersuchter Tiere zum Nahrungsspektrum gehören, sind neben den genannten auch Vertreter der Tiefseedorsche (Moridae), Dorsche (Gadidae), Goldlachse (Argentinidae), Tiefseestinte (Bathylagidae), Gespensterfische (Opisthoproctidae), Borstenmäuler (Gonostomatidae), Sägezahn-Schnepfenaale (Serrivomeridae), Tiefsee-Beilfische (Sternoptychidae), Schwarzköpfe (Alepocephalidae), Barrakudinas (Paralepididae), Säbelzahnfische (Evermannellidae), Perlaugen (Scopelarchidae), Laternenzüngler (Neoscopelidae), Einhorndorsche (Bregmacerotidae), Hochseedorsche (Melanonidae), Großschuppenfische (Melamphaidae), Silberköpfe (Diretmidae), Schwarze Schlinger (Chiasmodontidae), Galeerenfische (Nomeidae) und Grenadierfische (Macrouridae). Hinzu kommen Tintenfische der Familien Chiroteuthidae, Histioteuthidae, Octopoteuthidae, Gonatidae, Loliginidae, Ommastrephidae und Onychoteuthidae. Zu den bevorzugten Krebstieren gehören verschiedene Garnelenarten wie Notostomus elegans, Acanthephyra quadrispinosa und Acanthephyra carinata.
Aufgrund der Flexibilität bei der Jagd und beim Beutespektrum kann der Borneodelfin verschiedene Wasserschichten zum Beutefang nutzen. In Regionen, in denen er gemeinsam mit dem Rundkopfdelfin (Grampus griseus) oder dem Schlankdelfin (Stenella attenuata) vorkommt, teilen sich diese die verschiedenen Wasserregionen offensichtlich auf, wobei der Borneodelfin die tiefen Regionen bis zum Meeresboden, der Rundkopfdelfin die flacheren Gebiete und der Schlankdelfin überwiegend die Oberflächenregionen nutzt. Zudem variieren sie bei starker gegenseitiger Konkurrenz auch die jeweiligen Nahrungsspektren, wobei sich der Rundkopfdelfin fast vollständig von Kopffüßern ernährt und die beiden anderen Arten jeweils Fische und Kopffüßer unterschiedlicher Tiefenstufen erbeuten.

### Fortpflanzung und Entwicklung
Es wird angenommen, dass die Tiere promisk leben und wechselnde Partnerschaften und Sexualkontakte haben. Die Tragzeit beträgt wahrscheinlich etwa 12,5 Monate, in den Meeresgebieten um Japan finden sowohl die meisten Paarungen und auch Geburten im Frühjahr und Herbst statt und in Südafrika im Sommer. Dabei gebären die Weibchen wahrscheinlich in der Regel einmal in zwei Jahren.
Die Jungtiere werden mit einem Gewicht von etwa 15 bis 20 Kilogramm geboren und haben eine Länge von etwa 1,00 bis 1,10 Metern. Das kleinste bislang gefangene Exemplar war 85 Zentimeter lang und hatte eine noch nicht verheilte Nabelschnur. Ihre Geschlechtsreife erreichen die Männchen nach etwa sieben bis zehn Jahren bei einer Länge von etwa 2,30 Metern, die Weibchen nach fünf bis acht Jahren. Ihre Lebensdauer beträgt mindestens etwa 19 Jahre.

### Fressfeinde und Parasiten
Als natürliche Feinde können für den Borneodelfin wie bei anderen Kleinwalen auch hauptsächlich große Haie, Schwertwale (Orcinus orca) und der Kleine Schwertwal angenommen werden, konkrete Nachweise dafür gibt es allerdings bislang nicht. Kreisförmige Wunden am Körper von aufgefundenen Tieren deuten zudem auf Angriffe von Zigarrenhaien (Isistius brasiliensis) hin, die mit Hilfe ihres speziellen Gebisses in der Lage sind, Stücke aus der Haut der Wale zu reißen und zu fressen.
Als Ektoparasiten konnten bislang nur ein Befall mit Seepocken (Xenubalanus sp.) bei einem gestrandeten Tier festgestellt werden. Durch Magen- und Darmuntersuchungen gestrandeter Tiere sind verschiedene Endoparasiten dokumentiert, darunter Phyllobothrium delphini, Tetrabothrius sp. und andere Bandwürmer, Kratzwürmer der Gattung Bolbosoma sowie Fadenwürmer der Art Anisakis simplex. Stenurus ovatus wurden in der Lunge identifiziert, zudem gibt es Nachweise unidentifizierter Saugwürmer (Trematoda) aus der Leber und dem Blasloch und unidentifizierter Fadenwürmer aus dem Innenohr.

## Systematik
Der Borneodelfin wurde 1956 durch den schottischen Zoologen und Walexperten Francis Charles Fraser in Form eines einzelnen Schädels in der Sammlung des British Museum of Natural History in London als eigenständige Art identifiziert. Der Schädel stammte aus dem Bereich des Lutongdeltas im Nordwesten der Insel Borneo und Fraser erkannte in ihm eine bislang unbekannte Gattung der Delfine. Er benannte sie aufgrund der Ähnlichkeiten sowohl mit dem Gemeinen Delfin (Delphinus delphis) als auch mit den Kurzschnauzendelfinen (Gattung Lagenorhynchus) als Lagenodelphis. Bis 1973 blieb das von Fraser beschriebene Exemplar das einzige der Wissenschaft bekannte Tier, erst dann konnte durch den Cetologen William F. Perrin und Kollegen die äußere Morphologie des Borneodelfins untersucht werden. Der Artname ehrt Charles Hose, der den Schädel an das British Museum verkauft hatte. Die Namensgebung erfolgte entsprechend der Erstbeschreibung durch Fraser nach diesem als demjenigen, der den Schädel als erster gefunden habe. Nach T. Harrison, der sich 1957 mit dem Delfin befasste, wurde er allerdings von dessen Bruder Ernest Hose gefunden.
Weitergehende Untersuchungen zeigten eine nähere Verwandtschaft mit den Fleckendelfinen der Gattung Stenella und des Gemeinen Delfins (Delphinus delphis), was 2020 und 2025 durch DNA-Vergleiche bestätigt wurde. Nach McGowen et al. 2020 ist dabei allerdings die Gattung Stenella paraphyletisch, da sowohl der Gemeine Delfin wie auch der Borneodelfin als näher verwandt mit dem Clymene-Delfin (Stenella clymene) und dem Ostpazifischen Delfin (Stenella longirostris) angesehen werden als diese mit dem Blau-Weißen Delfin (Stenella coeruleoalba).
Für die Art und die Gattung gibt es keine fossilen Nachweise.

## Bedrohung und Schutz
Der Borneodelfin wird von der Weltnaturschutzunion IUCN als nicht gefährdet eingeordnet, obwohl es nur sehr wenige Daten und Abschätzungen der Populationen gibt. Die Bestandsabschätzungen gehen von etwa 320.000 Individuen in den betrachteten Verbreitungsgebieten aus, die Gesamtpopulation ist wahrscheinlich wesentlich höher. Die Art ist weit verbreitet und lebt in relativ geringer Dichte in tiefen, tropischen Gewässern des offenen Ozeans. Berichte über einen Rückgang der Population liegen nicht vor und es wurden keine größeren Bedrohungen für die Art festgestellt. Im Vergleich zu anderen Delfinarten ist er wahrscheinlich seltener und tritt nur lokal in größeren Beständen auf.
Obwohl über die genauen Bestandszahlen nur wenig bekannt ist, ist der Borneodelfin seit 1979 im Anhang II des Washingtoner Artenschutzübereinkommens (CITES) gelistet und somit international geschützt. Die südostasiatischen Populationen sind zudem einem Antrag von 2016 folgend im Anhang II des Übereinkommens zur Erhaltung der wandernden wildlebenden Tierarten (Bonner Konvention, CMS) aufgeführt. Obwohl die Tiere damit international geschützt sind, gibt es in den meisten Ländern  jedoch zahlreiche Probleme hinsichtlich der Durchsetzung und Auslegung der Gesetze, sodass der tatsächliche Schutz vielerorts minimal oder gar nicht vorhanden ist.

### Fischerei und Beifang
Eine gezielte Nutzung und Bejagung der Borneodelfine ist selten und international illegal, gelegentlich wird von gefangenen Tieren im Beifang von Fischern berichtet. Nur von den Bewohnern der Kleinen Antillen, Indonesien, den Philippinen und Sri Lanka werden die Tiere ebenso wie andere Delfin- und Kleinwalarten gelegentlich als Fleischquelle bejagt und auf den Philippinen auch zu Haiködern verarbeitet. Auf den Philippinen ist der Borneodelfin allerdings einer der am häufigsten direkt gefangenen Delfinarten.
Eine im Vergleich zu anderen Delfinarten geringe Anzahl von Borneodelfinen wird unabsichtlich als Beifang bei der Thunfisch- und Schleppnetzfischerei nach anderen Fischarten im östlichen tropischen Pazifik und bei der Kiemennetzfischerei in den Tropen und in Fallennetzen in Japan gefangen, wobei dies wahrscheinlich trotzdem eine größere Bedrohung für die Delfine in der Region darstellt als die Harpunenfischerei. Nach Schätzungen wurden zwischen 1971 und 1977 etwa 770 Tiere auf diese Weise getötet, zwischen 1986 und 1989 waren es etwa 125 Individuen. Nach anderen Schätzungen werden maximal etwa 700 Tiere pro Jahr von Fischern im Südpazifik getötet.
Zwischen 1974 und 1975 wurden auf den Philippinen 15 Individuen lebend für ein Meeresaquarium in Hongkong gefangen, ein Exemplar, das in einem Netz in Japan gefangen wurde, wurde in ein Ozeanarium gebracht und überlebte dort 20 Tage lang.
Auf den französischen Antillen (Guadeloupe, Martinique) sind die Delfine relativ häufig und damit regelmäßig dem zunehmenden und auf Walbeobachtungen ausgerichteten Tourismus ausgesetzt, was sich auf ihren Verhaltensweisen auswirken könnte.

### Strandungen
Wie bei anderen Walen kommt es auch beim Borneodelfin gelegentlich zu Strandungen sowohl von Einzeltieren wie auch von Delfingruppen. In Einzelfällen wurde der Befall mit Parasiten wie Lungenwürmer im Blasloch als mögliche Ursache identifiziert.
Perrin et al. untersuchten für ihre taxonomische Arbeit neben 25 Individuen, die als Beifang in der Thunfischfischerei gefangen wurden, auch drei Tiere von Strandungen. Zwei dieser Tiere strandeten an der Ostküste von Südafrika und ein trächtiges Weibchen an der Küste von New South Wales, Australien. 1981 und 1982 wurden jeweils drei Tiere an der Küste der Marquesas Keys vor Florida gefunden, danach 1982 als erster Nachweis für eine Massenstrandung nochmals 11 Schädel ebenfalls auf den Inseln.
1984 konnte der bis dahin erste europäische Fund an der Küste der Bretagne gemacht werden. Dort sichtete man etwa 30 Tiere, von denen elf strandeten. Eine weitere Strandung eines Einzeltieres an der Küste der schottischen Isel South Uist im Jahr 1996 war der erste Fund in Großbritannien sowie der nördlichste Fund der Art bislang. Im Jahr 2019 wurde auf der Insel Gran Canaria ein toter Jungbulle angespült.

### Schadstoffbelastung
Über Schad- und Giftstoffgehalte im Gewebe von Borneodelfinen gibt es nur wenige Untersuchungen. Berichtet wurde etwa 1980 über Polychlorierte Biphenyle (PCB) und Dichlordiphenyldichlorethen, ein Abbauprodukt des Pflanzenschutzmittels Dichlordiphenyltrichlorethan (DDT), im Blubber und Muskelgewebe eines Exemplars aus dem östlichen tropischen Pazifik. Insgesamt lagen die Werte dabei in der Nähe der unteren Konzentrationsmengen der für andere Delphine aus der gleichen Region gemeldeten Werte. Bei Untersuchungen gestrandeter Borneodelfine an der nördlichen Küste Brasiliens und Argentinien wurden neben geringen Mengen von PCBs vergleichsweise hohe Konzentrationen von DDT im Gewebe nachgewiesen, was auf einen hohen Eintrag von Giftstoffen aus der Landwirtschaft auf die betroffenen Meeresregionen hindeutet.

## Belege
1. 1 2 3 4 5 6 7 8  „General Characters.“ In: Thomas A. Jefferson, Stephen Leatherwood: Lagenodelphis hosei. In: Mammalian Species 470, 2. Juni 1994; S. 1–2, doi:10.2307/3504207.
2. 1 2 3 4 5 6 7 8  „Descriptive Notes.“ In: J.Y. Wang, K.N. Riehl, S.Z. Dungan: Family Delphinidae (Ocean Dolphins); Fraser’s Dolphin Lagenodelphis hosei In: Don E. Wilson, Russell A. Mittermeier, Anthony B Rylands, Martina Anandam, Gill Braulik: Handbook of the Mammals of the World. Band 4: Sea Mammals. Lynx Edicions, Barcelona 2014, ISBN 978-84-96553-93-4, S. 502–503.
3. 1 2 3 4 5 6  „Diagnosis.“ In: Thomas A. Jefferson, Stephen Leatherwood: Lagenodelphis hosei. In: Mammalian Species 470, 2. Juni 1994; S. 1, doi:10.2307/3504207.
4. 1 2  „Form and Function.“ In: Thomas A. Jefferson, Stephen Leatherwood: Lagenodelphis hosei. In: Mammalian Species 470, 2. Juni 1994; S. 2, doi:10.2307/3504207.
5. 1 2 3 4 5 6  „ Habitat.“ In: J.Y. Wang, K.N. Riehl, S.Z. Dungan: Family Delphinidae (Ocean Dolphins); Fraser’s Dolphin Lagenodelphis hosei In: Don E. Wilson, Russell A. Mittermeier, Anthony B Rylands, Martina Anandam, Gill Braulik: Handbook of the Mammals of the World. Band 4: Sea Mammals. Lynx Edicions, Barcelona 2014, ISBN 978-84-96553-93-4, S. 503.
6. 1 2 3 4 5 6 7 8 9 10 11 12  „Ecology.“ In: Thomas A. Jefferson, Stephen Leatherwood: Lagenodelphis hosei. In: Mammalian Species 470, 2. Juni 1994; S. 2–3, doi:10.2307/3504207.
7. 1 2 3  „Distribution.“ In: Thomas A. Jefferson, Stephen Leatherwood: Lagenodelphis hosei. In: Mammalian Species 470, 2. Juni 1994; S. 2, doi:10.2307/3504207.
8. ↑  L. T. Ballance, R. L. Pitman: Cetaceans of the western tropical Indian Ocean: distribution, relative abundance, and comparisons with cetacean communities of two other tropical ecosystems. Marine Mammal Science 14, 1998: S. 429–459. doi:10.1111/j.1748-7692.1998.tb00736.x.
9. 1 2 3  Lucas Bernier, Rocío Prieto González, Christopher Hassall, Valentin Teillard, Jeffrey Bernus: Characterizing Fraser's Dolphin (Lagenodelphis hosei) in the Lesser Antilles: Distribution, Movements, and Co-Occurrence With Other Cetacean Species to Inform Conservation Strategies in the Caribbean. Marine Mammal Science, e70039, 13. Juni 2025; doi:10.1111/mms.70039.
10. 1 2 3  „Behaviour.“ In: Thomas A. Jefferson, Stephen Leatherwood: Lagenodelphis hosei. In: Mammalian Species 470, 2. Juni 1994; S. 3–4, doi:10.2307/3504207.
11. 1 2 3 4 5  „Food and Feeding.“ In: J.Y. Wang, K.N. Riehl, S.Z. Dungan: Family Delphinidae (Ocean Dolphins); Fraser’s Dolphin Lagenodelphis hosei In: Don E. Wilson, Russell A. Mittermeier, Anthony B Rylands, Martina Anandam, Gill Braulik: Handbook of the Mammals of the World. Band 4: Sea Mammals. Lynx Edicions, Barcelona 2014, ISBN 978-84-96553-93-4, S. 503.
12. 1 2  Ming-Chih Wang, Kwang-Tsao Shao, Shiang-Lin Huang, Lien-Siang Chou: Food partitioning among three sympatric odontocetes (Grampus griseus, Lagenodelphis hosei, and Stenella attenuata). Marine Mammal Science 28 (2), 2012; S. E143–E157. doi:10.1111/j.1748-7692.2011.00501.x.
13. 1 2 3  „Breeding.“ In: J.Y. Wang, K.N. Riehl, S.Z. Dungan: Family Delphinidae (Ocean Dolphins); Fraser’s Dolphin Lagenodelphis hosei In: Don E. Wilson, Russell A. Mittermeier, Anthony B Rylands, Martina Anandam, Gill Braulik: Handbook of the Mammals of the World. Band 4: Sea Mammals. Lynx Edicions, Barcelona 2014, ISBN 978-84-96553-93-4, S. 503.
14. 1 2  
Michael R McGowen, Georgia Tsagkogeorga, Sandra Álvarez-Carretero, Mario dos Reis, Monika Struebig, Robert Deaville, Paul D Jepson, Simon Jarman, Andrea Polanowski, Phillip A Morin u. Stephen J Rossiter:  Phylogenomic Resolution of the Cetacean Tree of Life Using Target Sequence Capture. Systematic Biology, Volume 69, Issue 3, Mai 2020, S. 479–501, doi: 10.1093/sysbio/syz068
15. ↑  Francis Charles Fraser: A new Sarawak dolphin. In: The Sarawak Museum Journal. 7, 1956, S. 478–503
16. ↑  J.Y. Wang, K.N. Riehl, S.Z. Dungan: Family Delphinidae (Ocean Dolphins); Fraser’s Dolphin Lagenodelphis hosei In: Don E. Wilson, Russell A. Mittermeier, Anthony B Rylands, Martina Anandam, Gill Braulik: Handbook of the Mammals of the World. Band 4: Sea Mammals. Lynx Edicions, Barcelona 2014, ISBN 978-84-96553-93-4, S. 502–503.
17. 1 2  W. F. Perrin, P. B. Best, W. H. Dawbin, K. C. Balcomb, R. Gambell & G. J. B. Ross: Rediscovery of Fraser's Dolphin Lagenodelphis hosei. In: Nature 241, 1973; S. 345–350. doi:10.1038/241345a0.
18. ↑  
Conder & Strahan (Hrsg.): Dictionary of Australian and New Guinean Mammals. CSIRO PUBLISHING, 2007, ISBN 978-0-643-10006-0, S. 63 (Lagenodelphis hosei).
19. ↑  „Remarks.“ In: Thomas A. Jefferson, Stephen Leatherwood: Lagenodelphis hosei. In: Mammalian Species 470, 2. Juni 1994; S. 2, doi:10.2307/3504207.
20. ↑  Anders Galatius, Carl Christian Kinze, Morten Tange Olsen, Jakob Tougaard, Dietrich Gotzek, Michael McGowen: Phylogenomic, morphological and acoustic data support a revised taxonomy of the lissodelphinine dolphin subfamily. Molecular Phylogenetics and Evolution, Februar 2025, 108299, doi:10.1016/j.ympev.2025.108299.
21. 1 2 3 4 5  Lagenodelphis hosei in der Roten Liste gefährdeter Arten der IUCN 2025. Eingestellt von: J. Kiszka, G.T. Braulik, 2018. Abgerufen am 1. Juli 2025..
22. 1 2  Lagenodelphis hosei auf der Website der Convention on the Conservation of Migratory Species of Wild Animals, abgerufen am 27. Juli 2025.
23. 1 2 3  „Status and Conservation.“ In: J.Y. Wang, K.N. Riehl, S.Z. Dungan: Family Delphinidae (Ocean Dolphins); Fraser’s Dolphin Lagenodelphis hosei In: Don E. Wilson, Russell A. Mittermeier, Anthony B Rylands, Martina Anandam, Gill Braulik: Handbook of the Mammals of the World. Band 4: Sea Mammals. Lynx Edicions, Barcelona 2014, ISBN 978-84-96553-93-4, S. 503.
24. 1 2 3   Proposal for Inclusion of Species on the Appendices of the Convention on the Conservation of Migratory Species of Wild Animals, 16. August 2016; abgerufen am 27. Juli 2025.
25. ↑  Sandra L. Hersh, Daniel K. Odell: Mass Stranding of Fraser's Dolphin, Lagenodelphis hosei, in the Western North Atlantic. Marine Mammal Science 2 (1), Januar 1986; S. 73–76, doi:10.1111/j.1748-7692.1986.tb00029.x.
26. ↑  P.J.H. van Bree, A. Collet, G. Desportes, E. Hussenot, J.A. Raga: Le dauphin de Fraser, Lagenodelphis hosei (Cetacea, Odontoceti), espèce nouvelle pour la faune d’Europe. Mammalia 50 (1), 1986, doi:10.1515/mamm.1986.50.1.57/html.
27. ↑  M. Bones, B. Neill, B. Reid: Fraser's dolphin (Lagenodelphis hosei) stranded in South Uist: first record in U.K. waters. Journal of Zoology 246 (4), Dezember 1998; S. 460–461. doi:10.1111/j.1469-7998.1998.tb00181.x.
28. ↑  Seltener und recht unbekannter Borneodelfin tot in Pozo Izquierdo angespült auf infos-grancanaria.com, 24. September 2019; Abruf am 7. März 2019
29. 1 2  Elitieri B. Santos-Neto, Claudio Eduardo Azevedo-Silva, Tatiana L. Bisi, Jessica Santos, Ana Carolina O. Meirelles, Vitor L. Carvalho, Alexandre F. Azevedo, José Eugênio Guimarães, José Lailson-Brito: Organochlorine concentrations (PCBs, DDTs, HCHs, HCB and MIREX) in delphinids stranded at the northeastern Brazil. Science of The Total Environment 472, 15. Februar 2014; S. 194–203, doi:10.1016/j.scitotenv.2013.10.117.
30. 1 2  Cristian Alberto Durante, Elitieri Batista Santos-Neto, Alexandre Azevedo, Enrique Alberto Crespo, José Lailson-Brito: POPs in the South Latin America: Bioaccumulation of DDT, PCB, HCB, HCH and Mirex in blubber of common dolphin (Delphinus delphis) and Fraser's dolphin (Lagenodelphis hosei) from Argentina. Science of The Total Environment 572, 1. Dezember 2016; S. 352–360, doi:10.1016/j.scitotenv.2016.07.176.